# Березовка (Азовський німецький національний район)
Березовка (рос. Берёзовка) — село у Азовському німецькому національному районі Омської області Російської Федерації.
Належить до муніципального утворення Березовське сільське поселення. Населення становить 2200 осіб.

## Історія
Згідно із законом від 30 липня 2004 року органом місцевого самоврядування є Березовське сільське поселення.

## Населення
| 2002 | 2010  |
| ---- | ----- |
| 2069 | ↗2200 |